# Dilophus ater
Dilophus ater är en tvåvingeart som först beskrevs av Philippi 1865.  Dilophus ater ingår i släktet Dilophus och familjen hårmyggor. Inga underarter finns listade i Catalogue of Life.